# Monasterium Onze-Lieve-Vrouw van het Fiat
Het Monasterium Onze-Lieve-Vrouw van het Fiat is een klooster van de Monastieke Familie van Betlehem, Maria Ten-Hemel-Opgenomen en de Heilige Bruno in een bos nabij het Belgisch-Limburgse Opgrimbie (Maasmechelen). Het werd in 1999 gesticht op het Koninklijk Domein van Opgrimbie, naar aanleiding van het testament van Koning Boudewijn I. De bouw van dit klooster was conform de laatste wilsbeschikking van de Koning, na zijn dood medegedeeld door koningin Fabiola aan de bevoegde minister. De communiteit die zich in het klooster vestigde bestond al langer en verhuisde naar Opgrimbie vanuit de Abdij Notre-Dame du Vivier in Marche-les-Dames.  

## Bouwstijl
Het klooster is - zoals alle huizen van deze congregatie - gebouwd naar het model van een kartuizerij. Dat betekent dat een dertigtal aparte kluizenaarscellen door lange gangen met elkaar verbonden is om, met een kerk, een refter en andere bijgebouwen, een besloten geheel te vormen. De congregatie, ook wel de 'kleine zusters van Bethlehem' genoemd, is een aftakking van de kartuizertraditie.
Zoals alle kloosters van de 'kleine zusters' ademt het complex in Opgrimbie een zeer uitgesproken esthetiek, die uniek is voor deze congregatie. Overal waar de zusters stichten, bouwen zij enigszins aangepast aan de plaatselijke traditie, maar toch altijd op basis van een heel eigen herkenbare vormgeving, die wordt gekenmerkt door een combinatie van vriendelijke ronde vormen met een grote eenvoud van materiaalkeuze en volumeverdeling. Deze vormgeving vloeit voort uit de spiritualiteit van de congregatie, die een combinatie wil zijn van de kartuizertraditie met de gewoonten van de woestijnvaders, de vroegste christelijke monniken.

## Liturgie
Deze combinatie uit zich ook in de vormgeving van de leefregels en vooral de liturgie van de zusters. De Eucharistie vieren zij volgens de Latijnse vormen, het getijdengebed echter in een duidelijk Byzantijnse variant.

## Problemen bij de bouw
Het  klooster ligt in een wettelijk beschermd natuurgebied. Via een speciale procedure werd er een bouwvergunning verleend, waarna de werken aan het klooster aanvingen. Deze bouwvergunning werd in 1999 door de Raad van State vernietigd, een tweede bouwvergunning werd in 2009 vernietigd door de Raad van State. In 2013 werd een procedure opgestart door bouwheer Bisdom Hasselt, de kloosterorde van de monialen en een stichting van koningin Fabiola om een regularisering en een nieuw bestemmingsplan voor het gebied goedgekeurd te krijgen. Het klooster wordt sedert jaren bewoond door de kloosterzusters. Men streeft naar uitbreiding van de woon- en verblijfscapaciteit.

## Uitdoofscenario voor het gebouw
Begin oktober 2023 raakte bekend dat de bevoegde minister Zuhal Demir de bouwovertreding van het klooster weigert te regulariseren en gaat voor een uitdoofscenario.